# Golden Years
Pour l’article homonyme, voir The Golden Years.
Singles de David Bowie
Fame
(1975) Station to Station
(1976)
Pistes de Station to Station
Station to Station
(1) Word on a Wing
(3)
Golden Years est une chanson écrite, composée et interprétée par David Bowie, sortie en single le 21 novembre 1975, premier extrait de l'album Station to Station publié en janvier 1976.

## Histoire

### Origines
David Bowie a déclaré l'avoir écrite pour Elvis Presley qui l'aurait refusée. Chanson soul et funk, dans la lignée de l'album Young Americans, ses paroles évoquent « le regret des occasions manquées et des plaisirs révolus ». Angie, l'épouse du chanteur à cette époque, a prétendu avoir inspiré la chanson.

### Parution et accueil
Bowie a joué Golden Years en playback dans l'émission télévisée américaine Soul Train où il est un des premiers artistes blancs à être invités. Le playback est approximatif. Selon la rumeur, le chanteur se serait soûlé juste avant pour essayer de calmer ses nerfs,. La séquence fait office de clip promotionnel.
Aux États-Unis, la chanson atteint la 10e place du Billboard Hot 100 où elle reste classée pendant 16 semaines. 

### Postérité
En 2011, cinq remixes de la chanson, réalisés par les DJs de la radio américaine KCRW, sortent sur un CD maxi sous le nom David Bowie vs KCRW.  
Golden Years a été reprise par le groupe Loose Ends en 1985 (59e dans les charts britanniques), et Marilyn Manson en 1998.

## Fiche technique

### Musiciens
Suivant O'Leary :
- David Bowie : chant, chœurs, mélodica, Moog, claquement de mains
- Carlos Alomar : guitare solo, guitare rythmique
- Earl Slick : guitare solo, guitare rythmique
- George Murray : basse
- Dennis Davis : batterie, vibraslap
- Warren Peace : chœurs, congas ?

### Équipe technique
- David Bowie : producteur
- Harry Maslin : producteur

### Classements hebdomadaires
| Classement (1975-1976)                  | Meilleure position |
| --------------------------------------- | ------------------ |
| Australie (ARIA)                        | 34                 |
| Belgique (Flandre Ultratop 50 Singles)  | 10                 |
| Belgique (Wallonie Ultratop 50 Singles) | 28                 |
| Canada (RPM Top Singles)                | 17                 |
| États-Unis (Billboard Hot 100)          | 10                 |
| Irlande (IRMA)                          | 9                  |
| Italie (FIMI)                           | 8                  |
| Nouvelle-Zélande (RMNZ)                 | 18                 |
| Pays-Bas (Nederlandse Top 40)           | 6                  |
| Pays-Bas (Single Top 100)               | 6                  |
| Royaume-Uni (UK Singles Chart)          | 8                  |
| Suède (Sverigetopplistan)               | 10                 |

| Classement (2016) | Meilleure position |
| ----------------- | ------------------ |
| France (SNEP)     | 193                |

## Certifications
| Pays              | Certification | Date       | Unités certifiées |
| ----------------- | ------------- | ---------- | ----------------- |
| Royaume-Uni (BPI) | Argent        | 01/09/2023 | 200 000           |